# Juliana Nasavsko-Dillenburská (1587–1643)
Juliana Nasavsko-Dillenburská (3. září 1587, Dillenburg – 15. února 1643, Rotenburg an der Fulda) byla pátým dítětem a druhou dcerou hraběte Jana VII. Nasavsko-Siegenského (1561–1623) a jeho manželky Magdalény Waldecké (1558–1599).

## Život
Juliana se narodila v září 1587 v Dillenburgu, kde se také 22. května 1603 v patnácti letech provdala za ovdovělého lankraběte Mořice Hesensko-Kasselského. Lankrabě byl o patnáct let starší a měl z prvního manželství čtyři děti, Juliana mu za téměř třicet let manželství porodila dalších čtrnáctː
- Filip (26. září 1604 – 17. června 1626), padl v bitvě
- Anežka Hesensko-Kasselská (14. května 1606 – 28. května 1650), ⚭ 1623 Jan Kazimír Anhaltsko-Desavský (17. prosince 1596 – 15. září 1660), kníže anhaltsko-desavský
- Heřman Hesensko-Rotenburský (15. srpna 1607 – 25. března 1658), 1. lankrabě hesensko-rotenburský,
⚭ 1633 Žofie Juliana Waldecká (1. dubna 1607 – 15. září 1637)
⚭ 1642 Kunhuta Juliana Anhaltsko-Desavská (17. února 1608 – 26. září 1683)
- Juliana (7. října 1608 – 11. prosince 1628)
- Sabina (5. července 1610 – 21. května 1620)
- Magdaléna Hesensko-Kasselská (25. srpna 1611 – 12. února 1671), ⚭ 1646 Erik Adolf, hrabě ze Salm-Reifferscheidu (1619–1678)
- Mořic (13. června 1614 – 16. února 1633)
- Žofie Hesensko-Kasselská (12. září 1615 – 22. listopadu 1670), ⚭ 1644 Filip I. z Schaumburg-Lippe (18. července 1601 – 10. dubna 1681)
- Fridrich Hesensko-Eschwegský (9. května 1617 – 24. září 1655), lankrabě hesensko-eschwegský, padl v bitvě, ⚭ 1646 Eleonora Kateřina Falcká (17. května 1626 – 3. března 1692)
- Kristián (5. února 1622 – 14. listopadu 1640), švédský plukovník, pravděpodobně byl otráven svými spolubojovníky
- Arnošt Hesensko-Rheinfelský (17. prosince 1623 – 12. května 1693), lankrabě hesensko-rheinfelský, ⚭ 1647 Marie Eleonora ze Solms-Lich (16. prosince 1632 – 12. srpna 1689)
- Kristína (9. července 1625 – 25. července 1626)
- Filip (28. září 1626 – 8. července 1629)
- Alžběta (23. října 1628 – 10. února 1633)

Aby zajistila, že všechny její děti budou mít příjmy z lankrabství, měla politiku převodu příjmů a vlastnických práv na své děti. Mořic nakonec převedl část Hesenska, tak zvaný Rotenburg, na jejich děti. Oblast však zůstala pod hesensko-kasselskou svrchovaností. Tak Julianini synové Heřman a Fridrich založili hesensko-rotenburskou a hesensko-eschwegskou vedlejší linii rodu Hesenských. V roce 1649 syn Arnošt založil ještě vedlejší linii hesensko-rheinfelskou. Heřman s Fridrichem zemřeli bez dědiců a Arnošt zdědil všechny části Rotenburgu.
Lankrabě Mořic pod tlakem stavů v roce 1627 abdikoval. Odešel do města Eschwege, kde v roce 1632 zemřel. Lankrabství zdědil jeho syn z prvního manželství, Vilém V. V roce 1629 se Juliana se svými dětmi přestěhovala na zámek Rotenburg, kde v roce 1643 zemřela.